# Ismar Tandir
Ismar Tandir (ur. 19 sierpnia 1995 we Frankfurcie nad Menem) – bośniacki piłkarz występujący na pozycji napastnika w indysjkim klubie Mohammedan Kalkuta. Były młodzieżowy reprezentant Bośni i Hercegowiny. Oprócz bośniackiego, posiada obywatelstwo amerykańskie i niemieckie.

## Sukcesy

### Klubowe
- Zdobywca pucharu ligi islandzkiej: 2015